# Sedlec (hradiště)
Sedlec je raně středověké hradiště s nejasnou lokalizací. Ve dvanáctém století bylo součástí hradské soustavy a z písemných pramenů jsou známá jména některých kastelánů. Obyvatelé okolního kraje se označovali jako Sedlčané. Hradiště údajně stávalo na rozlehlé vrcholové plošině Bažantího vrchu (v minulosti zvaného Gobes) nad levým břehem řeky Rolavy západně od Sedlce na okraji Karlových Varů. 
Někteří badatelé se domnívají, že právě zde stávalo hradiště Sedličanů, jiní tuto teorii odmítají s tím, že toto hradiště bývalo v prostoru obce Sedlec, patrně poblíž kostela svaté Anny. Je však zřejmé, že Bažantí vrch byl kdysi osídlen a nejspíš i opevněn. Formu a dobu jeho osídlení se však pro nedostatek střepového materiálu nepodařilo dosud spolehlivě určit. Již po staletí se ovšem na Bažantím vrchu nacházejí velké kusy železné strusky.
Sedlčané (též Sedličané) byli nejstaršími slovanskými obyvateli Karlovarska a drželi území Sedlecka (později Loketska) až do příchodu Přemyslovců. Celý kraj byl nazýván Sedleckem až do první třetiny 13. století. V období sedlecké župy v 11. a 12. století obhospodařoval tento slovanský kmen území i nedaleké Staré Role.
V devatenáctém století byly na vrchu údajně pozorovány pozůstatky opevnění, ale během povrchového výzkumu z roku 1978 nebyly na lokalitě učiněny žádné nálezy. Přesto je vrch chráněn jako kulturní památka. Je také možné, že hradiště zcela zaniklo v důsledku těžby kamene.